# Лежава, Вахтанг Акакиевич
Вахтанг Акакиевич Лежава (1923, Тифлис — 12 февраля 1944, Апостоловский район, Днепропетровская область) — лейтенант Рабоче-крестьянской Красной Армии, участник Великой Отечественной войны, Герой Советского Союза (1944).

## Биография
Вахтанг Лежава родился в 1923 году в Тбилиси. После окончания десяти классов школы учился в Тбилисском государственном институте физической культуры. В 1941 году добровольно пошёл на службу в Рабоче-крестьянскую Красную Армию. В том же году он окончил Тбилисское пехотное училище. С января 1942 года — на фронтах Великой Отечественной войны.
К январю 1944 года гвардии лейтенант Вахтанг Лежава командовал миномётным взводом 226-го гвардейского стрелкового полка 74-й гвардейской стрелковой дивизии 8-й гвардейской армии 3-го Украинского фронта. Отличился во время освобождения Днепропетровской области Украинской ССР. В период с 31 января по 12 февраля 1944 года взвод Лежавы, находясь в составе стрелковых частей, поддерживал своим огнём их действия. 12 февраля 1944 года у села Великая Костромка Апостоловского района взвод попал в окружение. Лежава организовал круговую оборону, несмотря на полученное ранение, продолжал сражаться. Видя неминуемость плена, он подорвал себя гранатой вместе с окружившими его немецкими солдатами. Похоронен в Великой Костромке.
Указом Президиума Верховного Совета СССР от 13 сентября 1944 года за «мужество и героизм, проявленные при освобождении Правобережной Украины» гвардии лейтенант Вахтанг Лежава посмертно был удостоен высокого звания Героя Советского Союза. Также посмертно был награждён орденом Ленина.